# Circondario di Parma
Il circondario di Parma era uno dei circondari in cui era suddivisa la provincia di Parma.

## Storia
Il circondario di Parma, parte dell'omonima provincia, venne istituito nel 1859, in seguito ad un decreto dittatoriale di Carlo Farini che ridisegnava la suddivisione amministrativa dell'Emilia in previsione dell'annessione al Regno di Sardegna.
Il circondario venne soppresso nel 1927, come tutti i circondari italiani.

## Suddivisione
Nel 1863, la composizione del circondario era la seguente:
- mandamento I di Calestano
  - Calestano; Lesignano di Palmia
- mandamento II di Colorno
  - Colorno; Mezzani; Torrile
- mandamento III di Corniglio
  - Corniglio; Monchio; Palanzano; Tizzano Val Parma
- mandamento IV di Fornovo di Taro
  - Fornovo di Taro; Sala Baganza; Solignano; Varsi
- mandamento V di Langhirano
  - Felino; Langhirano
- mandamento VI di Parma (Nord)
  - parte di Parma
- mandamento VII di Parma (Sud)
  - parte di Parma;
- mandamento VIII di San Donato d'Enza
  - Cortile San Martino; Marore; San Donato d'Enza; Sorbolo
- mandamento IX di San Pancrazio Parmense
  - Collecchio; Golese; San Martino Sinzano; San Pancrazio Parmense; Vigatto
- mandamento X di Traversetolo
  - Lesignano de' Bagni; Montechiarugolo; Neviano degli Arduini; Traversetolo